# PGO (motorfiets)
PGO is een merk van motorfietsen.

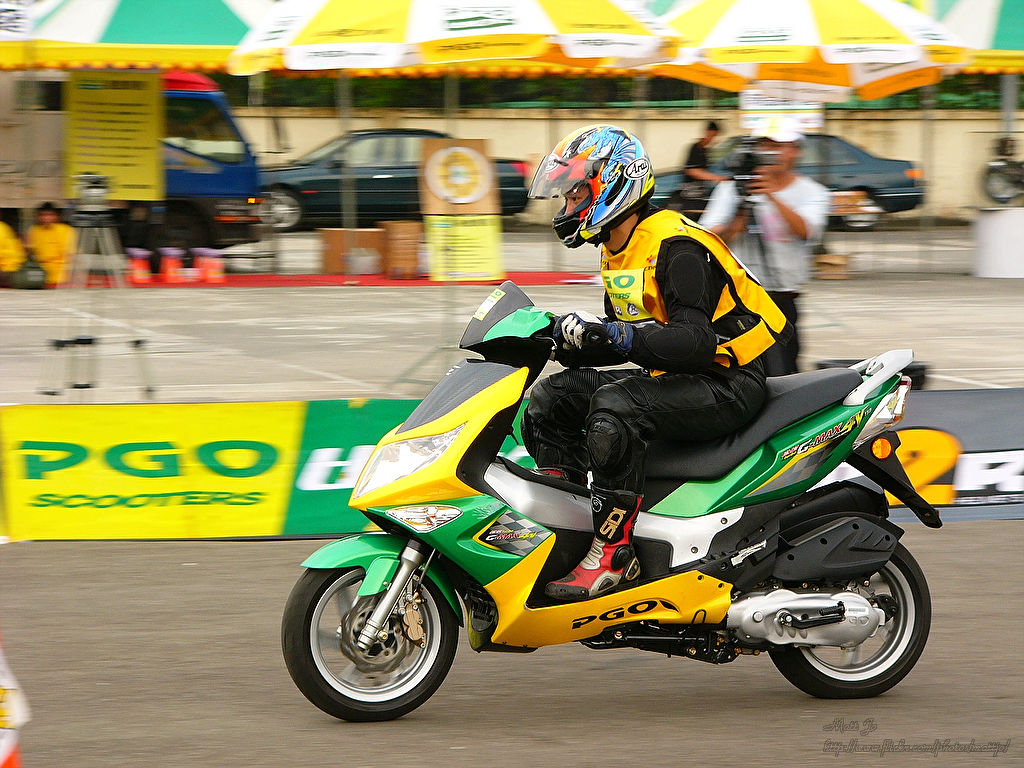
PGO G-Max scooter

Taiwanees merk dat tot het grote YTM-concern behoort en vooral scooters produceert. Aanvankelijk waren dit Vespa-modellen waarvan men al in 1972 de licentie verwierf, maar later ging men geheel eigen modellen van 50- tot 80 cc maken. In schril contrast hiermee was een prototype van een 1600 cc V-twin dat in 1992 verscheen. Het blok van deze machine was afgeleid van de Kawasaki Sumo, een machine die in het westen als Vulcan 1500 bekend is. 

## Buggy's
PGO produceert buiten zijn gamma scooters tevens een gamma van buggy's. Deze voertuigen vallen onder dezelfde wetgeving als die van de quads. De gehomologeerde versies worden ingeschreven als motor (motorkenteken). Met een autorijbewijs mag je deze voertuigen besturen (mits gehaald vóór 1 januari 2013), anders dient er een motorrijbewijs te hebben. U hoeft in tegenstelling tot bij de quads geen helm te dragen. Dit dankzij de rolkooi die de bestuurder en eventuele passagier beschermt. Het dragen van de vierpuntsgordel is wel een verplichting.
Het gamma bestaat uit een bugxter 150, nu vervangen door de bugrider 200, de bugrider 250 en de bugracer 500i.